# Maerua holstii
Maerua holstii är en kaprisväxtart som beskrevs av Ferdinand Albin Pax. Maerua holstii ingår i släktet Maerua och familjen kaprisväxter. Inga underarter finns listade i Catalogue of Life.